# 莒光號附掛復興號
莒光號附掛對號車，後改稱莒興號，是臺灣鐵路管理局於1980年加入營運的所轄高級客運列車車種，不過於1981年旋即獨立為復興號。該車種因為參與營運時間不久，期間的營運的硬票憑據等有關收藏，頗為台灣鐵道迷所熱衷。

## 名稱

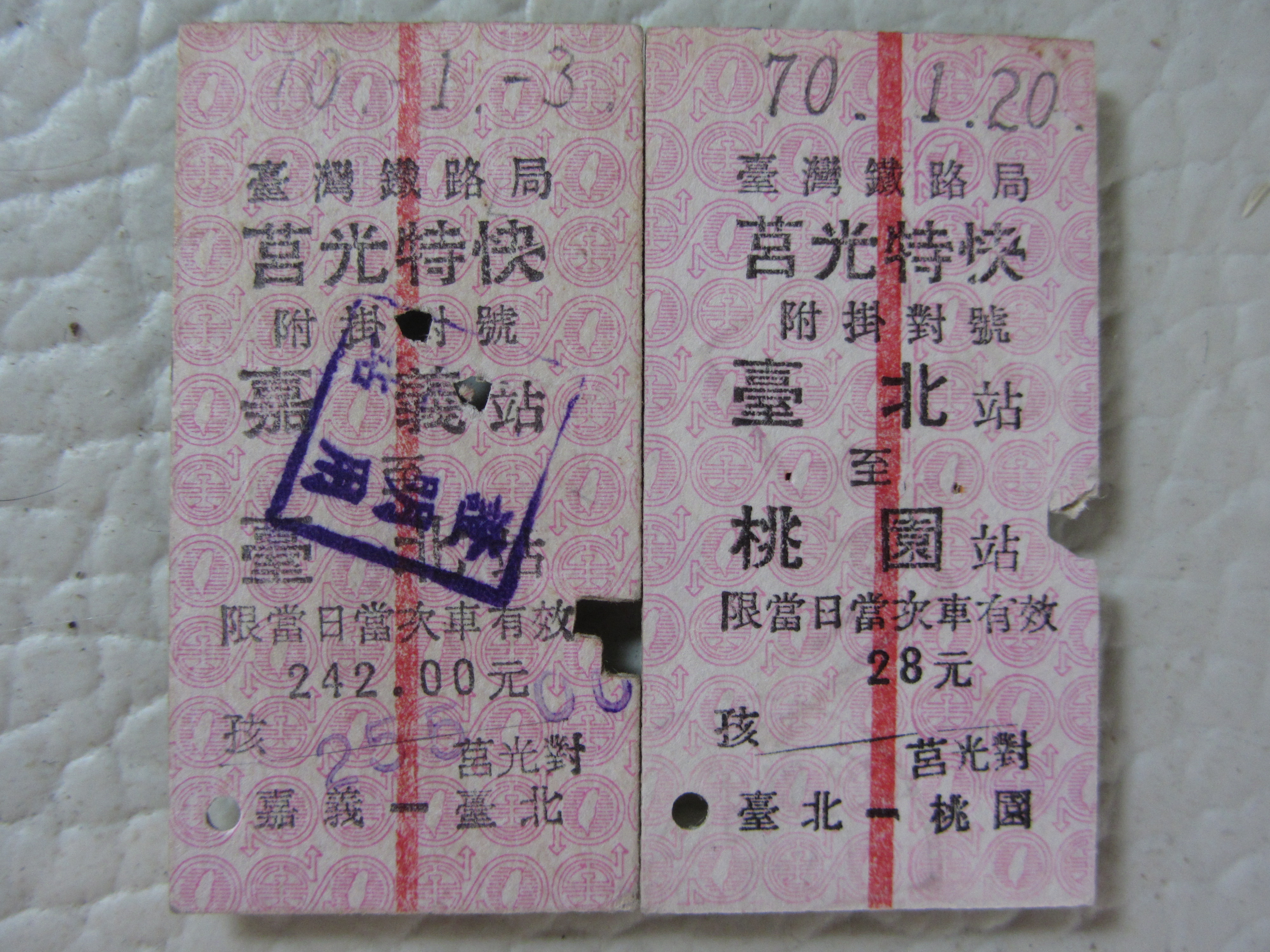
莒光特快附掛對號名片式車票

目前的資料大多指出，40SP20000型客車最初被稱為復興號（冷氣對號），連掛於莒光號後面時合稱莒光特快附掛對號（簡稱莒附掛），後來改稱為「莒興號」與獨立行駛的「復興號」。
《暢流雜誌》第752期（1981年6月1日版）附錄時刻表中提到，『莒興：莒光號附掛復興號（即原冷暖氣車）』。

## 營運與停駛
1980年的「莒興號」列車或稍早的加掛「冷氣對號」的莒光特快，在同一列車中，依不同車廂（客座間距大小不同），分為莒光號與「冷氣對號」兩等級，票價不同，但編組於同一列車，行車時間相同。由於台灣鐵路在二次大戰後，從平等號開始，採取列車分級，同一列車全部同一等級、同一票價的制度，如此「同一列車不同等級車廂」的制度，乘客不甚習慣，誤乘不同車廂，狀況甚多。於1981年12月28日等到120輛臺製空調車廂大部分完工後，停止將車廂混合編組的莒興號，「冷氣對號」正式獨立為「復興號」。
台鐵車廂分級的制度，後續雖有於1991年在EMU100型上實施的三排座商務車廂，但僅實施一年多便因營運不佳而停辦。後來在2010年時，以「莒光號附掛商務車廂」（以自強號收費）的方式恢復，但2016年年度時刻改點後亦停止實行。台灣目前常態行駛車廂分級制度，為台灣高速鐵路（區分為標準車廂，商務車廂及自由座），以及台鐵2021年底投入營運的EMU3000型（區分為一般對號座，騰雲座艙（商務艙），及觀光特仕編組第4~9車試行的自由座）。

### 年表
- 1980年7月16日起於4列莒光號附掛冷氣對號客車（即莒附掛）。
- 1981年3月1日起正式行駛莒光復興混合編組（即莒興號），車票背面加蓋「莒興號」三字。
- 1981年7月1日起開行2列復興號。
- 1981年7月16日起加開2列復興號。
- 1981年12月1日起停駛臺北－花蓮間莒興號混合編組，改駛莒光號。
- 1981年12月28日起莒興號全面停駛。

## 諸元
- 名稱：莒興號
- 車種：貳等車
- 型式：40SP20000（40是車輛重，S指二等車廂，P是車型名稱，20000為流水號）
- 車籍：40SP20001-40SP20090
- 輛數：90輛
- 皮重：35.1公噸
- 換算噸數：空車重35公噸，重車重（載客時）40公噸
- 座位：60。
- 長寬高：長20m，寬2.9m，高3.8m
- 最高車速：110km/hr